# Chamborigaud
Chamborigaud est une commune française située dans le nord du département du Gard en région Occitanie, proche du mont Lozère dans le sud-est du Massif central.
Exposée à un climat méditerranéen, elle est drainée par le Luech, le ruisseau de Broussous et par divers autres petits cours d'eau. Incluse dans les Cévennes, la commune possède un patrimoine naturel remarquable : un site Natura 2000 (les « hautes vallées de la Cèze et du Luech ») et deux zones naturelles d'intérêt écologique, faunistique et floristique.
Chamborigaud est une commune rurale qui compte 886 habitants en 2022, après avoir connu un pic de population de 3 026 habitants en 1866. Ses habitants sont appelés les Chamborigaudois ou  Chamborigaudoises.
Le viaduc de Chamborigaud est inscrit au titre des monuments historiques en 1984.

## Géographie

### Localisation
La commune est située dans le nord du département du Gard. Elle est limitrophe de la Lozère.
Classée par l'Insee en tant que commune isolée hors influence des pôles, Chamborigaud est un village en pleine nature dans les Cévennes méridionales, situé à 72 km au nord-ouest de Nîmes sur l'axe historique Paris - Méditerranée par le Massif central. Sur la même route, Alès est à 30 km. En direction opposée, vers le nord-ouest se trouve Mende à 80 km. D'autre part, le village est proche de l'Ardèche, avec Saint-Paul-le-Jeune à 14 km au nord-est et Malbosc à 14 km au nord-ouest.

### Communes limitrophes
Les communes limitrophes sont Sainte-Cécile-d'Andorge, Vialas, Chambon, Génolhac, La Vernarède, Le Collet-de-Dèze et Ventalon en Cévennes.
| Vialas (Lozère)               | Génolhac                | Chambon      |
| Ventalon en Cévennes (Lozère) | Chamborigaud            | La Vernarède |
| Le Collet-de-Dèze (Lozère)    | Sainte-Cécile-d'Andorge |              |

### Hydrographie et relief

#### Hydrographie

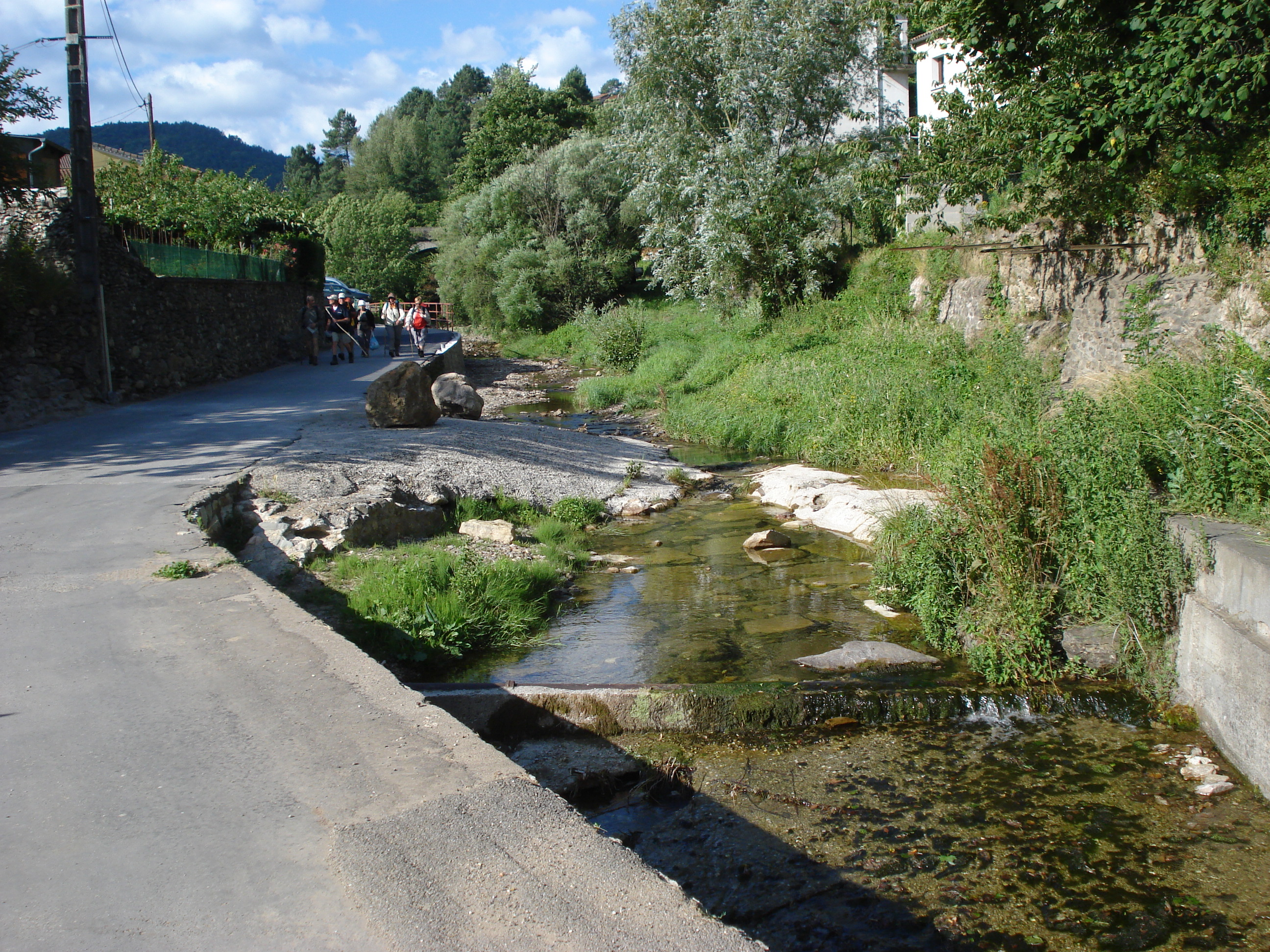
La Ribeyrette.

Situé à 304 m d'altitude, la rivière le Luech est le principal cours d'eau qui arrose la commune de Chamborigaud sur approximativement 10 km de son parcours. Provenant de la commune lozérienne de Vialas au nord-ouest, il sert de limite de communes avec cette dernière sur environ 600 m (et donc également de limite départementale sur cette distance), puis avec la commune de Génolhac sur environ 4,5 km, enfin avec la commune de Chambon dans un parcours très méandreux sur environ 5 km.
En sus du Luech, la commune est arrosée de nombre de petits cours d'eau qui suivent les pentes des vallées escarpées avant de rejoindre le Luech.
Les suivants portent un nom sur la carte d'état-major :
- (D) Le ruisseau de Légal (env. 2 km de long) longe le GR de Pays « Tour de la haute vallée du Luech » sur environ 500 m peu avant sa confluence vers Pont du Rastel.
- (D) Le ruisseau de Valmale, de 3,7 km de long, conflue avec le Luech sur Chamborigaud au château de Montjoie. Il est nommé ruisseau de Gibenne dans sa partie amont jusqu'à la confluence avec le Lavadou, un peu après Prat Nouvel. Les affluents principaux de la Gibenne puis la Valmale sont, d'amont en aval :
  - (D) le ruisseau du Bès, approx. 600 m de long ;
  - (G) le ruisseau de Lavadou, 1 300 m de long ;
  - (G) le ruisseau de l'Alteyrac (un peu plus de 2 km de long), 1 300 m avant la confluence de la Valmale avec le Luech.
  - L'Alteyrac reçoit l'Avès sur sa rive gauche.
    - L'Avès (env. 950 m de long) est formé en amont du ruisseau de Ribès (env. 780 m) en provenance du pic de la Tourette[Note 1], et du ruisseau de Perry (env. 750 m). Après la confluence de ces deux derniers, il reçoit en rive droite un petit affluent à deux branches totalisant environ 1,1 km qui traverse la forêt domaniale de l'Hommol.
- (D) Le ruisseau de Ribeyrette (3,477 km de long)
- (D) Le ruisseau de Broussous sert de limite de commune à l'est avec celle de Chambon sur 1,3 km, jusqu'à sa confluence avec le Luech.

Les autres affluents du Luech coulant sur la commune :
- (D) Un petit ru de 500 m de long conflue juste avant Caytivelle ;
- (D) Le ruisseau de Légal ;
- (D) Le ruisseau de Valmale ;
  - (D) successivement, deux petits rus d'environ 300 m de long chacun ;
  - (G) un ruisseau à 3 branches provenant du mont Redon, totalisant environ 2 km de cours d'eau ;
  - (G) Deux rus venant des environs du hameau de Valmale, d'environ 800 m et 1 200 m de long respectivement ;
  - (D) le ruisseau du Bès ;
  - un petit ru confluant en contrebas à l'est de Prat Nouvel ;
  - (G) le ruisseau de Lavadou ;
  - (G) un ru de 800 m de long venant des hameaux de Perry et Boissonargue ;
  - (D) un ru de 800 m de long ;
  - (G) le ruisseau de l'Alteyrac ;
    - L'Alteyrac reçoit l'Avès sur sa rive gauche ;
      - L'Avès, après le Ribès et le Perry, reçoit en rive droite un petit affluent à deux branches totalisant environ 1,1 km qui traverse la forêt domaniale de l'Homol ;
- (D) Un petit ru de 1 km de long venant des Bories ;
- (D) Le ruisseau de Ribeyrette ;
- (D) Le ruisseau de Broussous.

- La Ribeyrette.

### Climat
Pour des articles plus généraux, voir Climat de l'Occitanie et Climat du Gard.
En 2010, le climat de la commune est de type climat méditerranéen franc, selon une étude s'appuyant sur une série de données couvrant la période 1971-2000. En 2020, Météo-France publie une typologie des climats de la France métropolitaine dans laquelle la commune est exposée à un climat de montagne ou de marges de montagne et est dans la région climatique Provence, Languedoc-Roussillon, caractérisée par une pluviométrie faible en été, un très bon ensoleillement (2 600 h/an), un été chaud (21,5 °C), un air très sec en été, sec en toutes saisons, des vents forts (fréquence de 40 à 50 % de vents > 5 m/s) et peu de brouillards.
Pour la période 1971-2000, la température annuelle moyenne est de 12,6 °C, avec une amplitude thermique annuelle de 16,5 °C. Le cumul annuel moyen de précipitations est de 1 342 mm, avec 8,3 jours de précipitations en janvier et 4,4 jours en juillet. Pour la période 1991-2020, la température moyenne annuelle observée sur la station météorologique la plus proche, située sur la commune de Génolhac à 6 km à vol d'oiseau, est de 13,2 °C et le cumul annuel moyen de précipitations est de 1 692,5 mm,. Pour l'avenir, les paramètres climatiques de la commune estimés pour 2050 selon différents scénarios d'émission de gaz à effet de serre sont consultables sur un site dédié publié par Météo-France en novembre 2022.

### Voies de communication et transports

#### Axes ferroviaires
Chamborigaud est desservie par un train Intercités qui effectue des missions entre les gares : de Clermont-Ferrand et de Nîmes ou de Montpellier-Saint-Roch ; de Langogne, ou La Bastide - Saint-Laurent-les-Bains ou Génolhac, et d'Alès ou de Nîmes.

#### Axes routiers
La route départementale D906 entre Langogne (sur Allier) et Alès passe par Chamborigaud. Cette route a été coupée par l'effondrement de l'une des arches du pont sur le Luech, le 18 mars 2024,,. Un pont provisoire a été construit en aval du pont effondré. Depuis le 3 mai 2024 le trafic y passe en circulation alternée. Les camions plus lourds que 26 tonnes sont interdits sur le pont provisoire. Le département du Gard prévoit que les travaux pour démolir l'ancien pont et reconstruire un nouveau pont vont continuer jusqu'à l'automne 2025.

### Milieux naturels et biodiversité

#### Espaces protégés
La protection réglementaire est le mode d’intervention le plus fort pour préserver des espaces naturels remarquables et leur biodiversité associée,.
Dans ce cadre, la commune fait partie de l'aire d'adhésion du Parc national des Cévennes. Ce  parc national, créé en 1967, est un territoire de moyenne montagne formé de cinq entités géographiques : le massif de l'Aigoual, le causse Méjean avec les gorges du Tarn et de la Jonte, le mont Lozère, les vallées cévenoles ainsi que le piémont cévenol.
La commune fait partie de la zone de transition des Cévennes, un territoire d'une superficie de 116 032 ha reconnu réserve de biosphère par l'UNESCO en 1985 pour la mosaïque de milieux naturels qui la composent et qui abritent une biodiversité exceptionnelle, avec 2 400 espèces animales, 2 300 espèces de plantes à fleurs et de fougères, auxquelles s’ajoutent d’innombrables mousses, lichens, champignons,.

#### Réseau Natura 2000

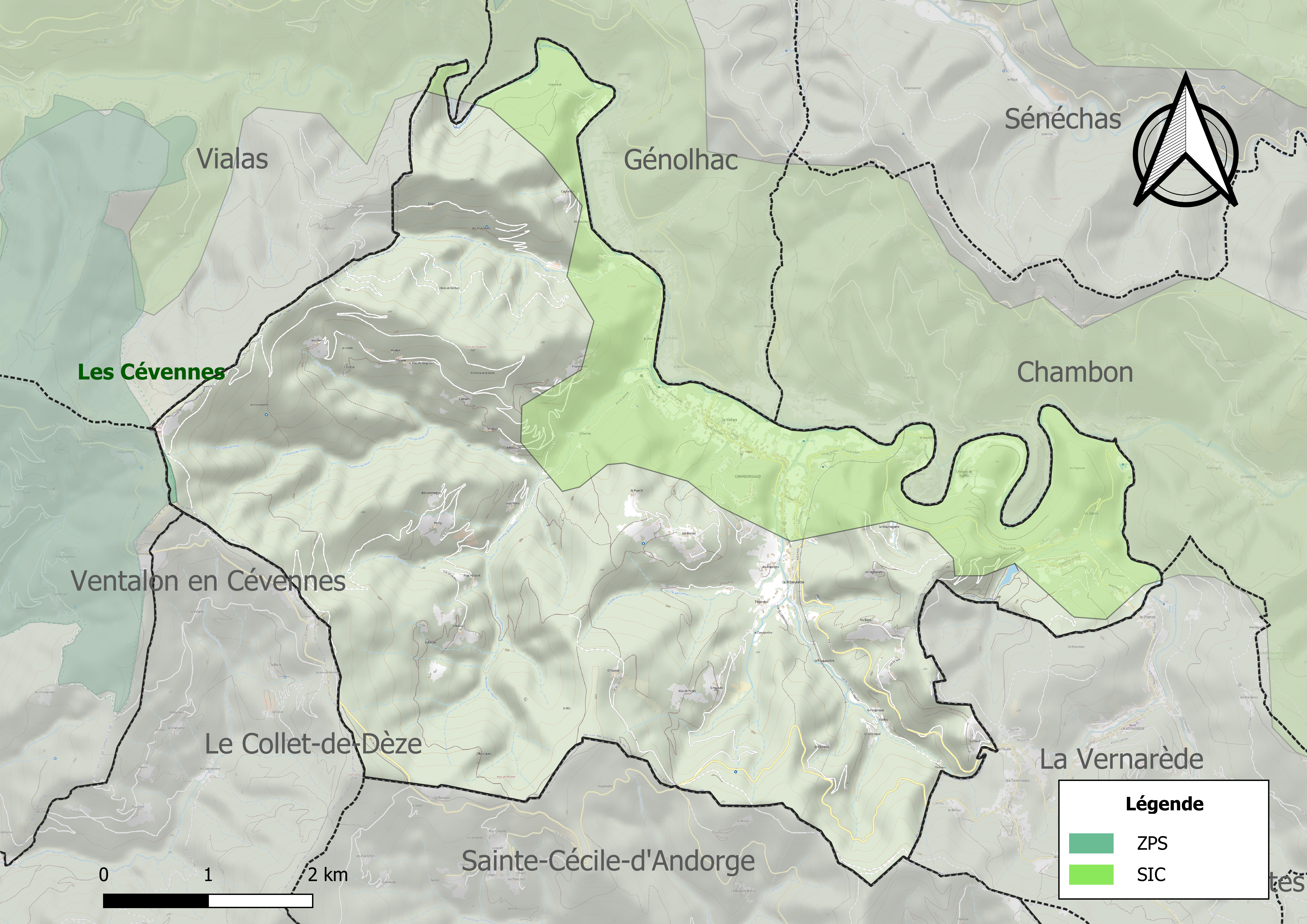
Site Natura 2000 sur le territoire communal.

Le réseau Natura 2000 est un réseau écologique européen de sites naturels d'intérêt écologique élaboré à partir des directives habitats et oiseaux, constitué de zones spéciales de conservation (ZSC) et de zones de protection spéciale (ZPS).
Un site Natura 2000 a été défini sur la commune au titre de la directive habitats : les « hautes vallées de la Cèze et du Luech », d'une superficie de 12 680 ha, correspondant à la partie amont du bassin versant de la Cèze. Elles présentent un patrimoine naturel remarquable, avec quatre espèces piscicoles : l'écrevisse à pattes blanches, le castor, la loutre et le barbeau méridional et cinq habitats d'intérêt communautaire d'origine.

#### Zones naturelles d'intérêt écologique, faunistique et floristique
L’inventaire des zones naturelles d'intérêt écologique, faunistique et floristique (ZNIEFF) a pour objectif de réaliser une couverture des zones les plus intéressantes sur le plan écologique, essentiellement dans la perspective d’améliorer la connaissance du patrimoine naturel national et de fournir aux différents décideurs un outil d’aide à la prise en compte de l’environnement dans l’aménagement du territoire.
Une ZNIEFF de type 1 est recensée sur la commune :
la « vallée de la Luech à Chambon » (884 ha), couvrant 3 communes du département et une ZNIEFF de type 2, : 
la « montagne du Bougès » (13 110 ha), couvrant 13 communes dont 1 dans le Gard et 12 dans la Lozère.

Carte des ZNIEFF de type 1 et 2 à Chamborigaud.
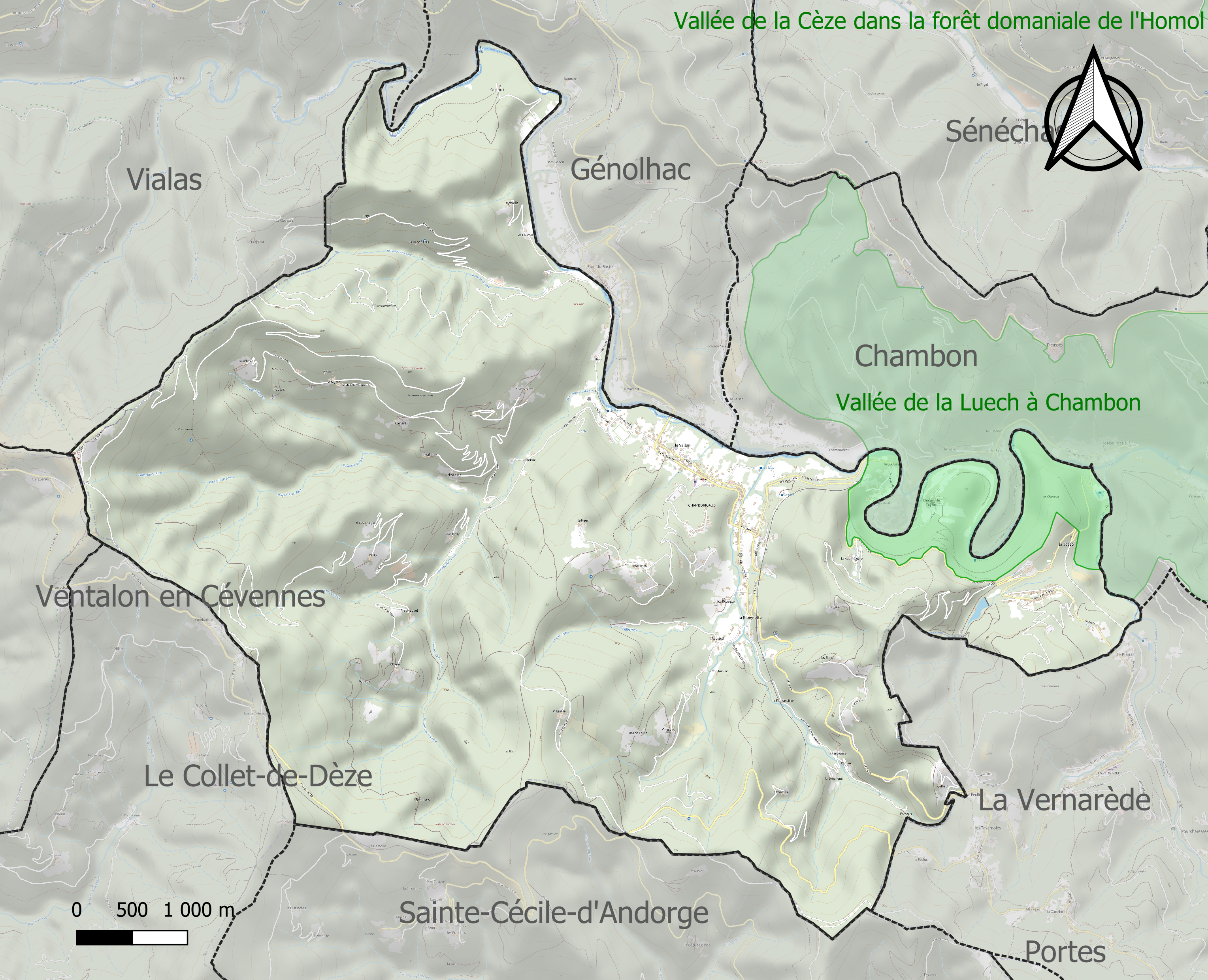
Carte de la ZNIEFF de type 1 sur la commune.
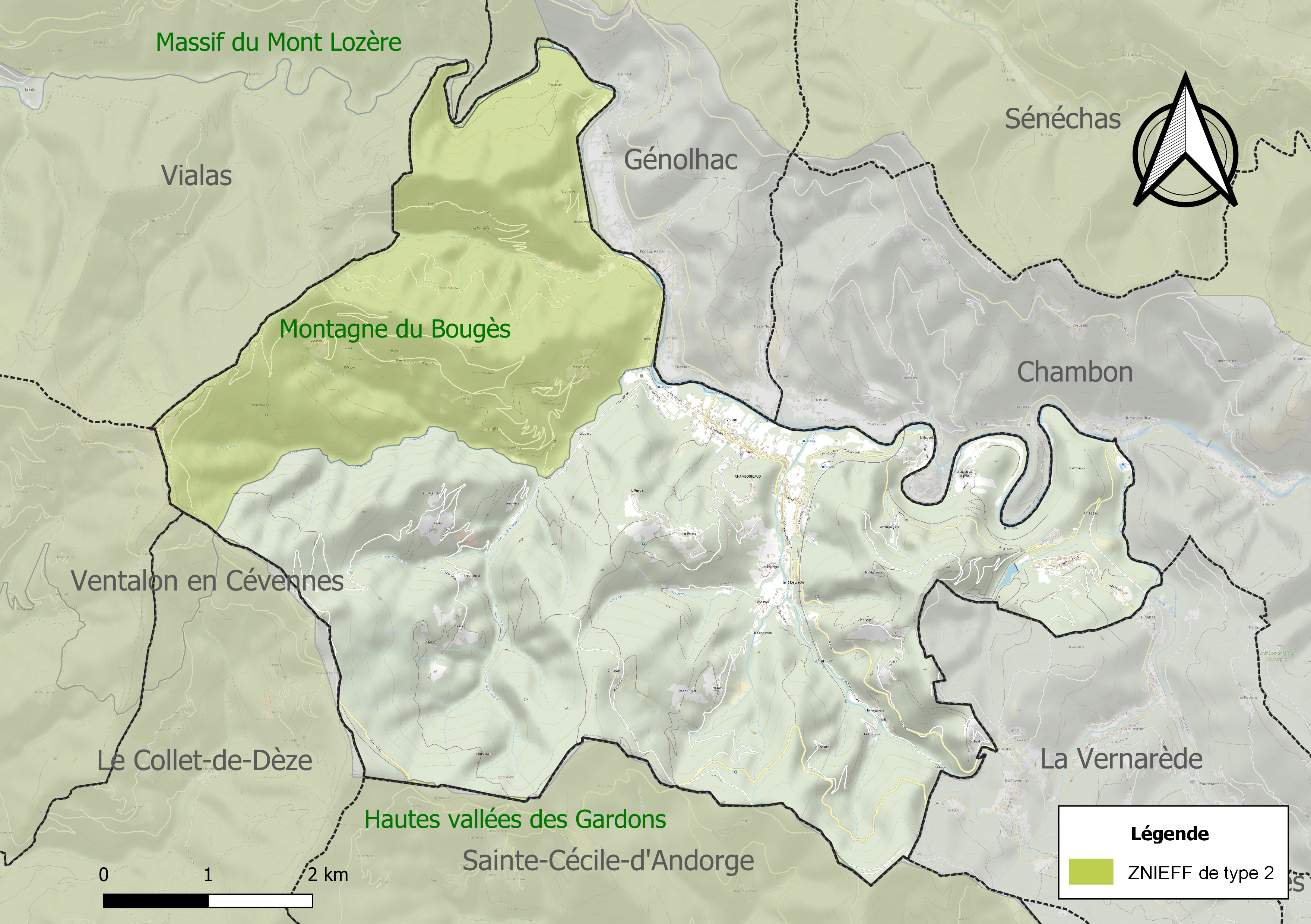
Carte de la ZNIEFF de type 2 sur la commune.

## Urbanisme

### Typologie
Au 1er janvier 2024, Chamborigaud est catégorisée commune rurale à habitat dispersé, selon la nouvelle grille communale de densité à sept niveaux définie par l'Insee en 2022.
Elle est située hors unité urbaine et hors attraction des villes,.

### Occupation des sols
L'occupation des sols de la commune, telle qu'elle ressort de la base de données européenne d’occupation biophysique des sols Corine Land Cover (CLC), est marquée par l'importance des forêts et milieux semi-naturels (93,6 % en 2018), une proportion identique à celle de 1990 (93,6 %). La répartition détaillée en 2018 est la suivante : 
forêts (91 %), zones agricoles hétérogènes (4,3 %), milieux à végétation arbustive et/ou herbacée (2,6 %), prairies (2,1 %). L'évolution de l’occupation des sols de la commune et de ses infrastructures peut être observée sur les différentes représentations cartographiques du territoire : la carte de Cassini (XVIIIe siècle), la carte d'état-major (1820-1866) et les cartes ou photos aériennes de l'IGN pour la période actuelle (1950 à aujourd'hui).

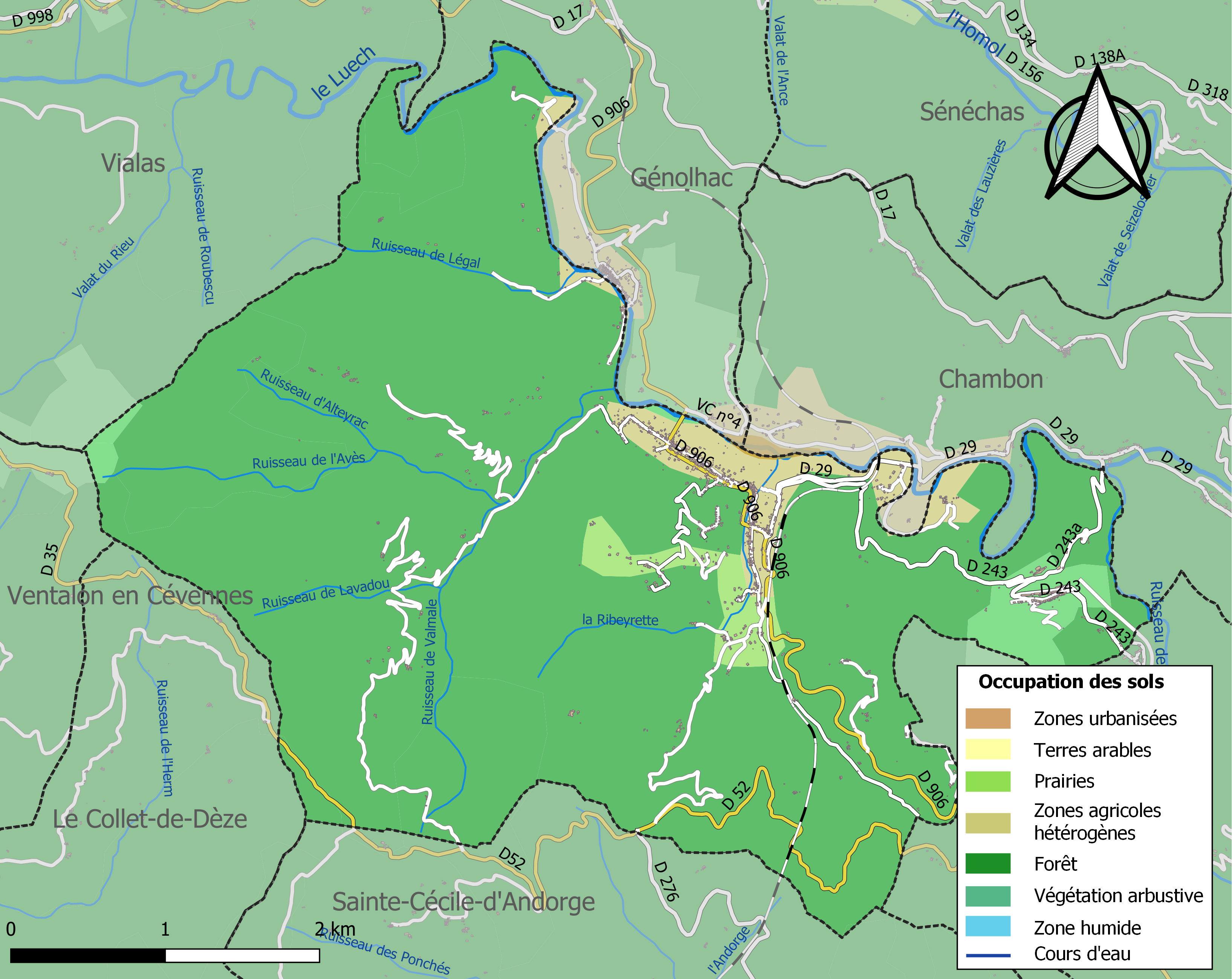
Carte des infrastructures et de l'occupation des sols de la commune en 2018 (CLC).

### Risques majeurs
Le territoire de la commune de Chamborigaud est vulnérable à différents aléas naturels : météorologiques (tempête, orage, neige, grand froid, canicule ou sécheresse), inondations, feux de forêts, mouvements de terrains et séisme (sismicité faible). Il est également exposé à un risque technologique, le transport de matières dangereuses, et à un risque particulier : le risque de radon. Un site publié par le BRGM permet d'évaluer simplement et rapidement les risques d'un bien localisé soit par son adresse soit par le numéro de sa parcelle.

#### Risques naturels
Certaines parties du territoire communal sont susceptibles d’être affectées par le risque d’inondation par débordement de cours d'eau et par une crue torrentielle ou à montée rapide de cours d'eau, notamment le Luech. La commune a été reconnue en état de catastrophe naturelle au titre des dommages causés par les inondations et coulées de boue survenues en 1982, 1992, 1994, 1995, 2002, 2008, 2011 et 2014,.

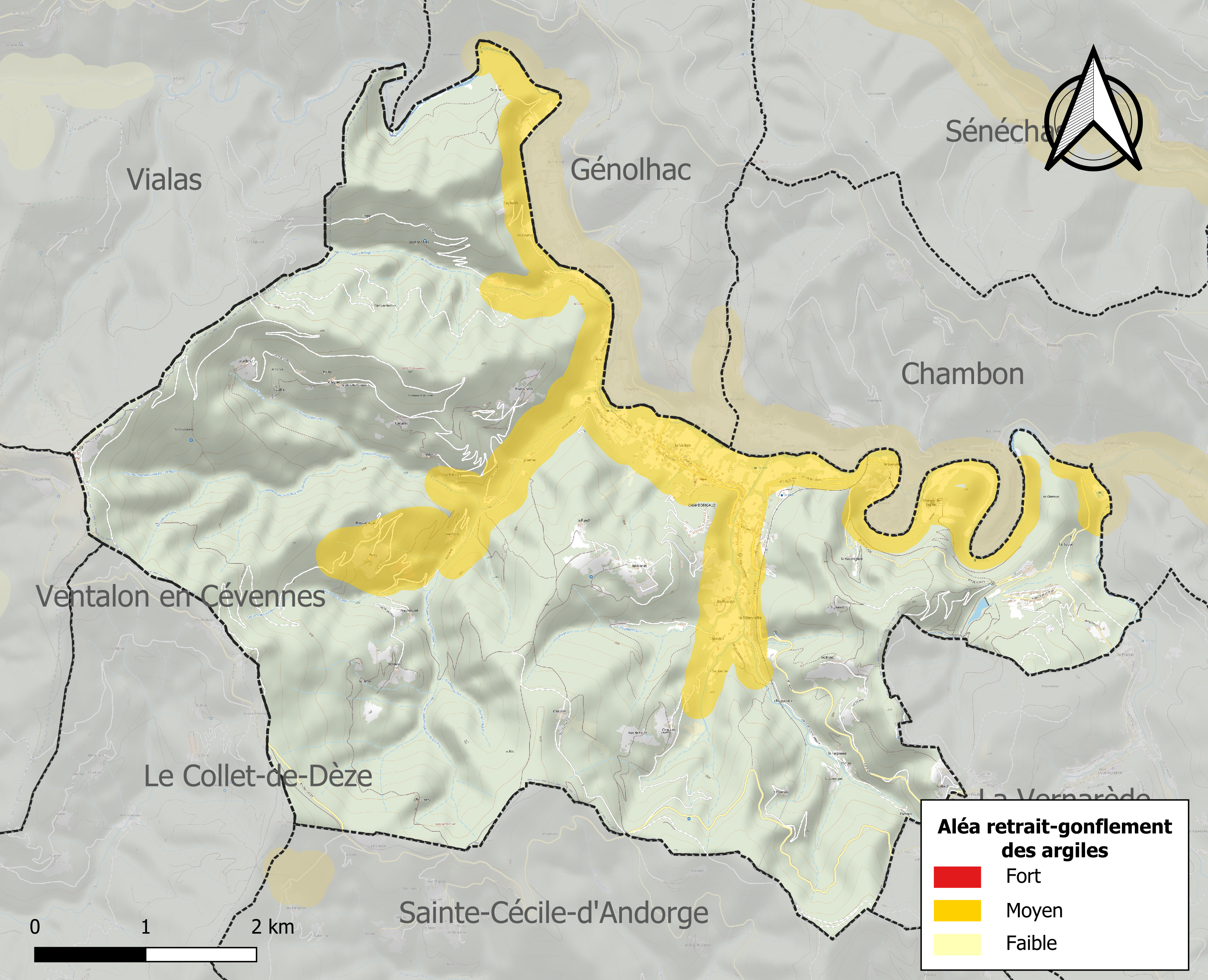
Carte des zones d'aléa retrait-gonflement des sols argileux de Chamborigaud.

La commune est vulnérable au risque de mouvements de terrains constitué principalement du retrait-gonflement des sols argileux. Cet aléa est susceptible d'engendrer des dommages importants aux bâtiments en cas d’alternance de périodes de sécheresse et de pluie. 17,8 % de la superficie communale est en aléa moyen ou fort (67,5 % au niveau départemental et 48,5 % au niveau national). Sur les 424 bâtiments dénombrés sur la commune en 2019, 258 sont en aléa moyen ou fort, soit 61 %, à comparer aux 90 % au niveau départemental et 54 % au niveau national. Une cartographie de l'exposition du territoire national au retrait gonflement des sols argileux est disponible sur le site du BRGM,.
Par ailleurs, afin de mieux appréhender le risque d’affaissement de terrain, l'inventaire national des cavités souterraines permet de localiser celles situées sur la commune.

#### Risques technologiques
Le risque de transport de matières dangereuses sur la commune est lié à sa traversée par des infrastructures routières ou ferroviaires importantes ou la présence d'une canalisation de transport d'hydrocarbures. Un accident se produisant sur de telles infrastructures est en effet susceptible d’avoir des effets graves au bâti ou aux personnes jusqu’à 350 m, selon la nature du matériau transporté. Des dispositions d’urbanisme peuvent être préconisées en conséquence.

#### Risque particulier
Dans plusieurs parties du territoire national, le radon, accumulé dans certains logements ou autres locaux, peut constituer une source significative d’exposition de la population aux rayonnements ionisants. Certaines communes du département sont concernées par le risque radon à un niveau plus ou moins élevé. Selon la classification de 2018, la commune de Chamborigaud est classée en zone 3, à savoir zone à potentiel radon significatif.

## Toponymie
Le nom de la localité est attesté sous la forme latinisée de Cambono Rigaudo en 1345. Il s'agit d'un composé médiéval basé sur l'ancien occitan cambon « champ », terme issu du gaulois *cambo « courbe d'une rivière » et par extension « champ situé dans une courbe de rivière ». La forme attendue devrait être *Camborigaud, comme dans Cambo (Gard, in Cambone, 1060) et Cambon (Tarn, de Cambo 1119 - 1124). Le Ch- initial reflète une influence française qui recoupe la forme du nord occitan Chambon. Le second élément Rigaud est un nom de personne fréquent, notamment dans la partie sud de la France, ancien prénom Rigaud d'origine germanique Ric-wald[réf. souhaitée].
Ses habitants sont appelés les Chamborigaudois et les Chamborigaudoises.

## Histoire

### Époque moderne

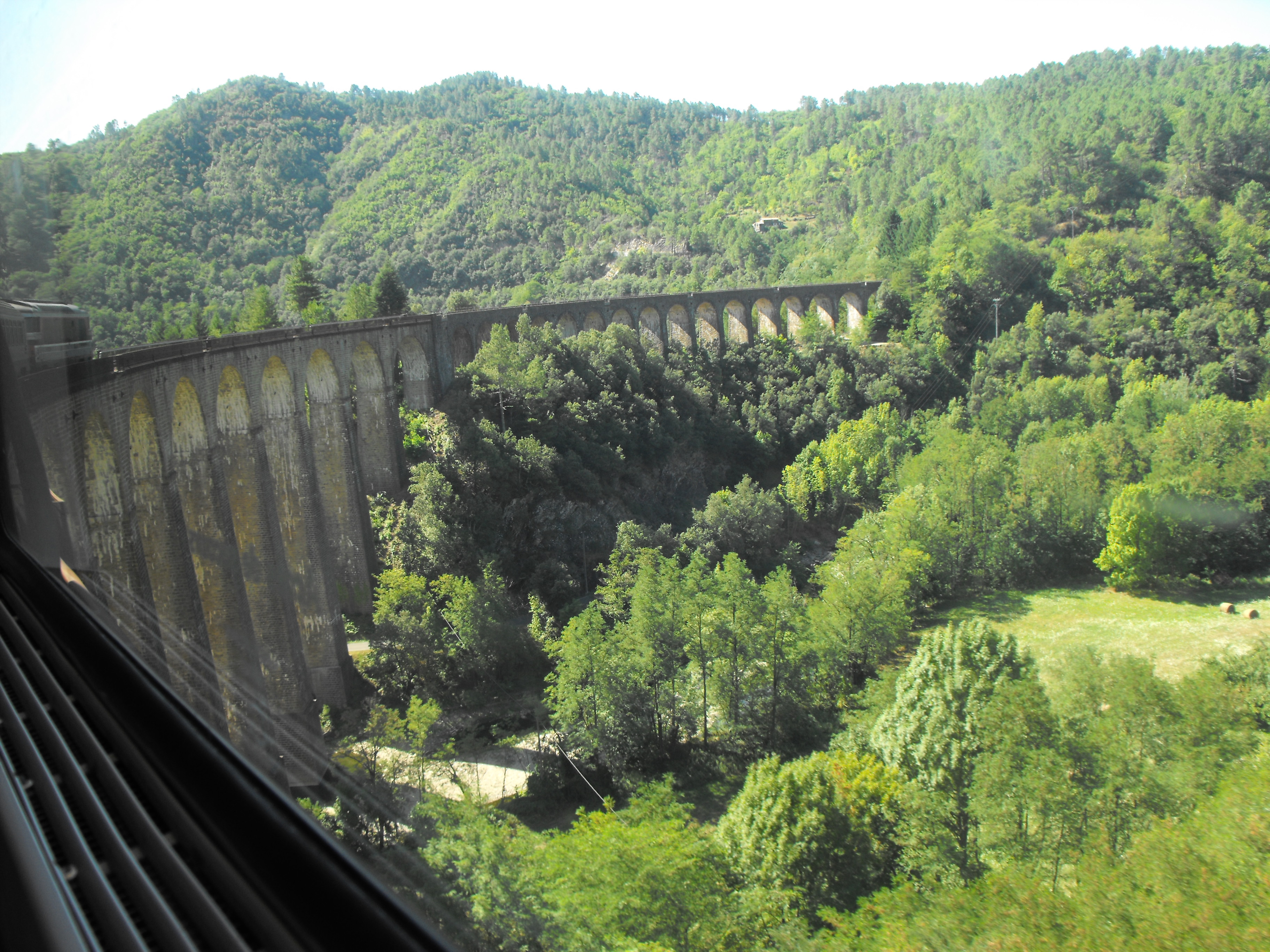
Viaduc de Chamborigaud.

Chamborigaud fut d'abord un hameau devenu au XVIIIe siècle une paroisse du diocèse d'Uzès, doyenne de Sénéchas. Les habitants se rendirent célèbres dans la guerre des camisards (1702-1705).

### Époque contemporaine
En 1867, s'achève la construction du viaduc de Chamborigaud sur le Luech pour la ligne des Cévennes (conçu par Charles Dombre, M. Ruelle, M. Joubert), unique par sa courbe et ses 41 arches.

## Politique et administration

### Liste des maires
| Période                                  | Période  | Identité         | Étiquette | Qualité                                              |
| ---------------------------------------- | -------- | ---------------- | --------- | ---------------------------------------------------- |
| 1965                                     | 1989     | Narcisse Bolmont | PCF       | Conseiller général du Canton de Génolhac (1970-1999) |
| 1989                                     | 1995     | Marcel Lauraire  | PCF       |                                                      |
| 1995                                     | 2005     | Jean-Louis Munos | DVG       |                                                      |
| 2005                                     | 2014     | Michel Boulat    | SE        | Cadre RTE. Vice Président CCHC                       |
| 2014                                     | En cours | Émile Corbier    | DVG       | Retraité de l'enseignement                           |
| Les données manquantes sont à compléter. |          |                  |           |                                                      |

## Population et société

### Démographie
L'évolution du nombre d'habitants est connue à travers les recensements de la population effectués dans la commune depuis 1793. Pour les communes de moins de 10 000 habitants, une enquête de recensement portant sur toute la population est réalisée tous les cinq ans, les populations de référence des années intermédiaires étant quant à elles estimées par interpolation ou extrapolation. Pour la commune, le premier recensement exhaustif entrant dans le cadre du nouveau dispositif a été réalisé en 2007.

En 2022, la commune comptait 886 habitants, en évolution de +5,35 % par rapport à 2016 (Gard : +2,97 %, France hors Mayotte : +2,11 %).
| 1793 | 1800 | 1806 | 1821 | 1831 | 1836 | 1841 | 1846 | 1851 |
| ---- | ---- | ---- | ---- | ---- | ---- | ---- | ---- | ---- |
| 695  | 637  | 713  | 923  | 981  | 910  | 920  | 844  | 909  |

| 1856 | 1861  | 1866  | 1872  | 1876  | 1881  | 1886  | 1891  | 1896  |
| ---- | ----- | ----- | ----- | ----- | ----- | ----- | ----- | ----- |
| 953  | 1 003 | 3 026 | 1 363 | 1 733 | 1 583 | 1 653 | 1 617 | 1 661 |

| 1901  | 1906  | 1911  | 1921  | 1926  | 1931  | 1936  | 1946  | 1954  |
| ----- | ----- | ----- | ----- | ----- | ----- | ----- | ----- | ----- |
| 1 455 | 1 560 | 1 574 | 1 443 | 1 513 | 1 431 | 1 245 | 1 281 | 1 302 |

| 1962  | 1968  | 1975 | 1982 | 1990 | 1999 | 2006 | 2007 | 2012 |
| ----- | ----- | ---- | ---- | ---- | ---- | ---- | ---- | ---- |
| 1 317 | 1 083 | 869  | 872  | 716  | 731  | 752  | 755  | 807  |

| 2017 | 2022 | - | - | - | - | - | - | - |
| ---- | ---- | - | - | - | - | - | - | - |
| 852  | 886  | - | - | - | - | - | - | - |

Note : Le pic de population enregistré en 1866 correspond à la construction de la ligne de chemin de fer reliant Nîmes à Saint-Germain-des-Fossés dans l'aire urbaine de Vichy.
Le viaduc de Chamborigaud, l'un des plus importants ouvrages d'art en maçonnerie de la ligne, a été construit en 2 ans (de 1865 à 1867). Les ouvriers italiens qui y ont travaillé ont vécu dans des baraquements sur la commune, alors le plus gros bourg des alentours. Aujourd'hui la ligne de chemin de fer des Cévennes, anciennement empruntée par Le Cévenol, est menacée de fermeture faute de rentabilité, mais elle reste vitale à ces vallées isolées où elle a été un vecteur majeur de développement pendant de longues années.

### Enseignement
La commune fait partie de l'académie de Montpellier (zone C).
Chamborigaud dispose de 2 écoles : une maternelle et une élémentaire.

### Santé
Deux médecins exercent à Chamborigaud, un généraliste et un homéopathe. L'Hôpital de Ponteils offre des soins infirmiers à domicile, et quatre cabinets infirmiers couvrent la commune dont deux à Génolhac et deux à Portes.

### Manifestations culturelles et festivités
Tous les troisièmes vendredis du mois, des séances de cinéma se déroulent au foyer rural Jean-Paul Dumas.
Des lotos sont organisés par le C.C.A.S. ou les associations locales, principalement en hiver. Le calendrier saisonnier des lotos est disponible au secrétariat de mairie aux jours et heures habituels d'ouverture, ou dans la rubrique agenda du site de la mairie.

### Sports
- ASC, club de football.

## Économie

### Revenus
En 2018  (données Insee publiées en septembre 2021), la commune compte 322 ménages fiscaux, regroupant 572 personnes. La médiane du revenu disponible par unité de consommation est de 18 810 € (20 020 € dans le département).

### Emploi
|                | 2008   | 2013   | 2018   |
| -------------- | ------ | ------ | ------ |
| Commune        | 10,1 % | 10,8 % | 12,9 % |
| Département    | 10,6 % | 12 %   | 12 %   |
| France entière | 8,3 %  | 10 %   | 10 %   |

En 2018, la population âgée de 15 à 64 ans s'élève à 443 personnes, parmi lesquelles on compte 61,9 % d'actifs (49 % ayant un emploi et 12,9 % de chômeurs) et 38,1 % d'inactifs,. En  2018, le taux de chômage communal (au sens du recensement) des 15-64 ans est supérieur à celui de la France et du département, alors qu'il était inférieur à celui du département en 2008.
La commune est hors attraction des villes,. Elle compte 215 emplois en 2018, contre 188 en 2013 et 166 en 2008. Le nombre d'actifs ayant un emploi résidant dans la commune est de 220, soit un indicateur de concentration d'emploi de 97,6 % et un taux d'activité parmi les 15 ans ou plus de 36,3 %.
Sur ces 220 actifs de 15 ans ou plus ayant un emploi, 91 travaillent dans la commune, soit 41 % des habitants. Pour se rendre au travail, 78,2 % des habitants utilisent un véhicule personnel ou de fonction à quatre roues, 5,5 % les transports en commun, 6,1 % s'y rendent en deux-roues, à vélo ou à pied et 10,3 % n'ont pas besoin de transport (travail au domicile).

### Activités hors agriculture

#### Secteurs d'activités
58 établissements sont implantés  à Chamborigaud au 31 décembre 2019. Le tableau ci-dessous en détaille le nombre par secteur d'activité et compare les ratios avec ceux du département,.
| Secteur d'activité                                                                                        | Commune | Commune | Département |
| Secteur d'activité                                                                                        | Nombre  | %       | %           |
| --- | ------- | ------- | ----------- |
| Ensemble                                                                                                  | 58      |         |             |
| Industrie manufacturière, industries extractives et autres                                                | 9       | 15,5 %  | (7,9 %)     |
| Construction                                                                                              | 7       | 12,1 %  | (15,5 %)    |
| Commerce de gros et de détail, transports, hébergement et restauration                                    | 21      | 36,2 %  | (30 %)      |
| Activités immobilières                                                                                    | 3       | 5,2 %   | (4,1 %)     |
| Activités spécialisées, scientifiques et techniques et activités de services administratifs et de soutien | 4       | 6,9 %   | (14,9 %)    |
| Administration publique, enseignement, santé humaine et action sociale                                    | 9       | 15,5 %  | (13,5 %)    |
| Autres activités de services                                                                              | 5       | 8,6 %   | (8,8 %)     |

Le secteur du commerce de gros et de détail, des transports, de l'hébergement et de la restauration est prépondérant sur la commune puisqu'il représente 36,2 % du nombre total d'établissements de la commune (21 sur les 58 entreprises implantées  à Chamborigaud), contre 30 % au niveau départemental.

#### Entreprises et commerces
L'entreprise ayant son siège social sur le territoire communal qui génère le plus de chiffre d'affaires en 2020 est : 
- Romalisa, commerce de détail alimentaire sur éventaires et marchés (56 k€)

### Agriculture
|               | 1988 | 2000 | 2010 | 2020 |
| ------------- | ---- | ---- | ---- | ---- |
| Exploitations | 15   | 15   | 10   | 4    |
| SAU (ha)      | 240  | 280  | 47   | 76   |

La commune est dans les Cévennes, une petite région agricole occupant l'ouest du département du Gard. En 2020, l'orientation technico-économique de l'agriculture  sur la commune est la culture de fruits ou d'autres cultures permanentes. Quatre exploitations agricoles ayant leur siège dans la commune sont dénombrées lors du recensement agricole de 2020 (15 en 1988). La superficie agricole utilisée est de 76 ha,,.

## Culture locale et patrimoine

### Édifices civils
- Le viaduc de Chamborigaud, qui se trouve en bordure du village, réalisé par Charles Dombre assisté de Joubert et Ruelle, pour la Compagnie de Chemins de fer "Lyon-Méditerranée" (achevé en 1867). La partie nord du viaduc est sur la commune de Chambon ;
- Château de Crouzas ;
- Château de Tagnac ;
- Pont de Rastel.[47]

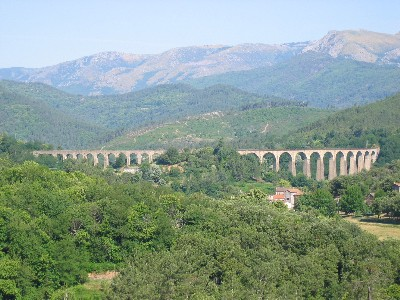
Viaduc de Chamborigaud.
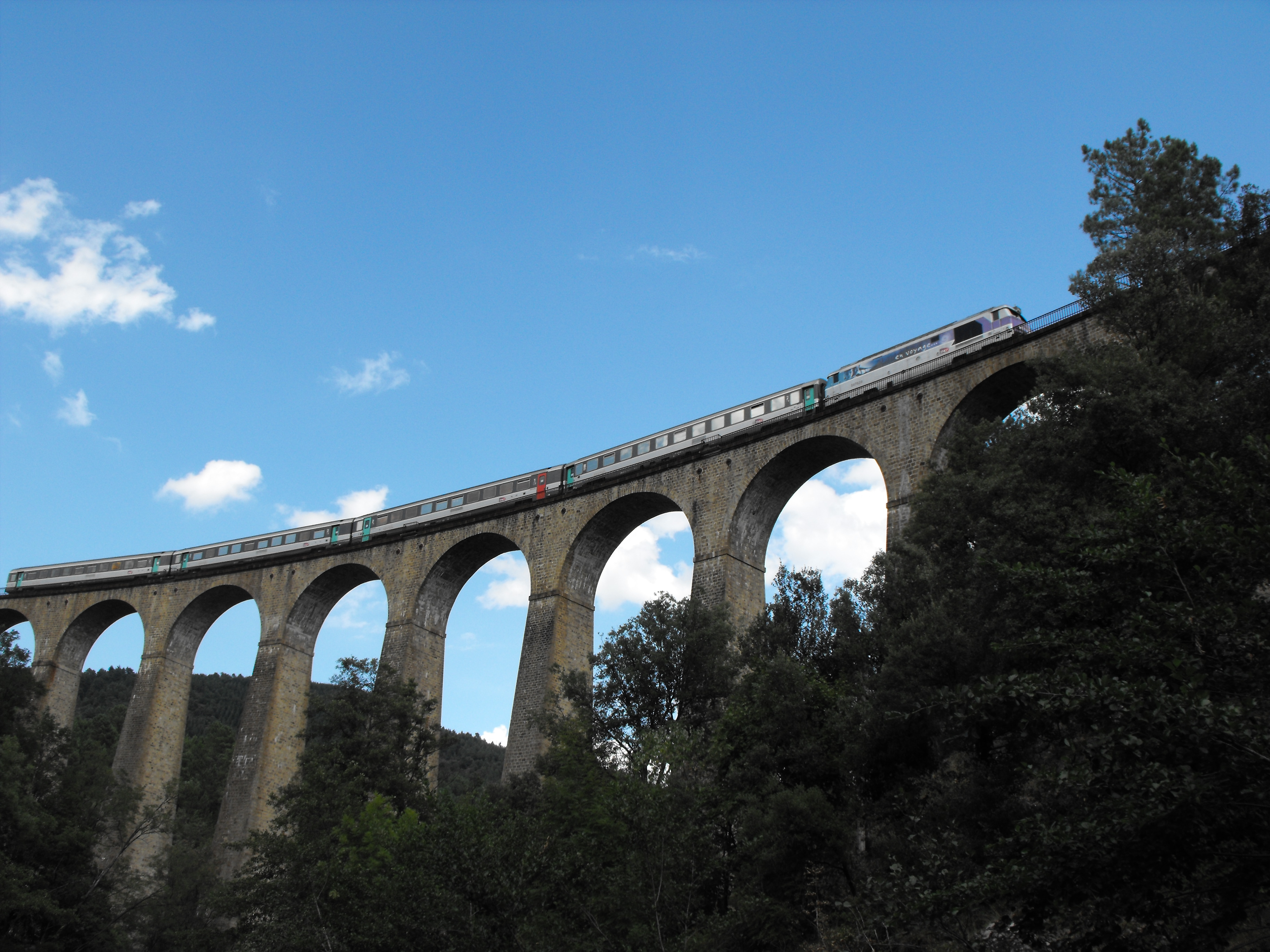
Viaduc de Chamborigaud.
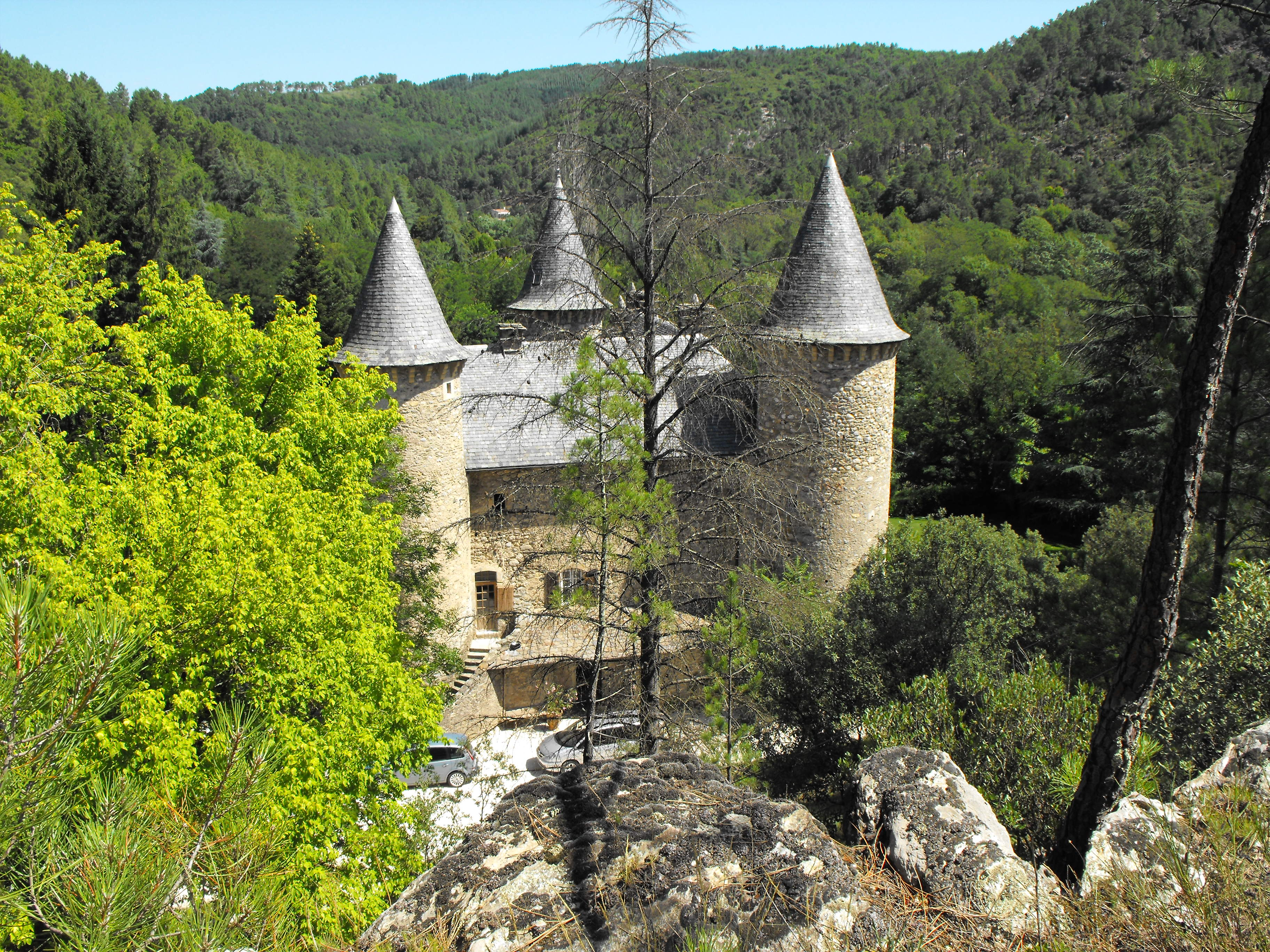
Château de Crouzas.
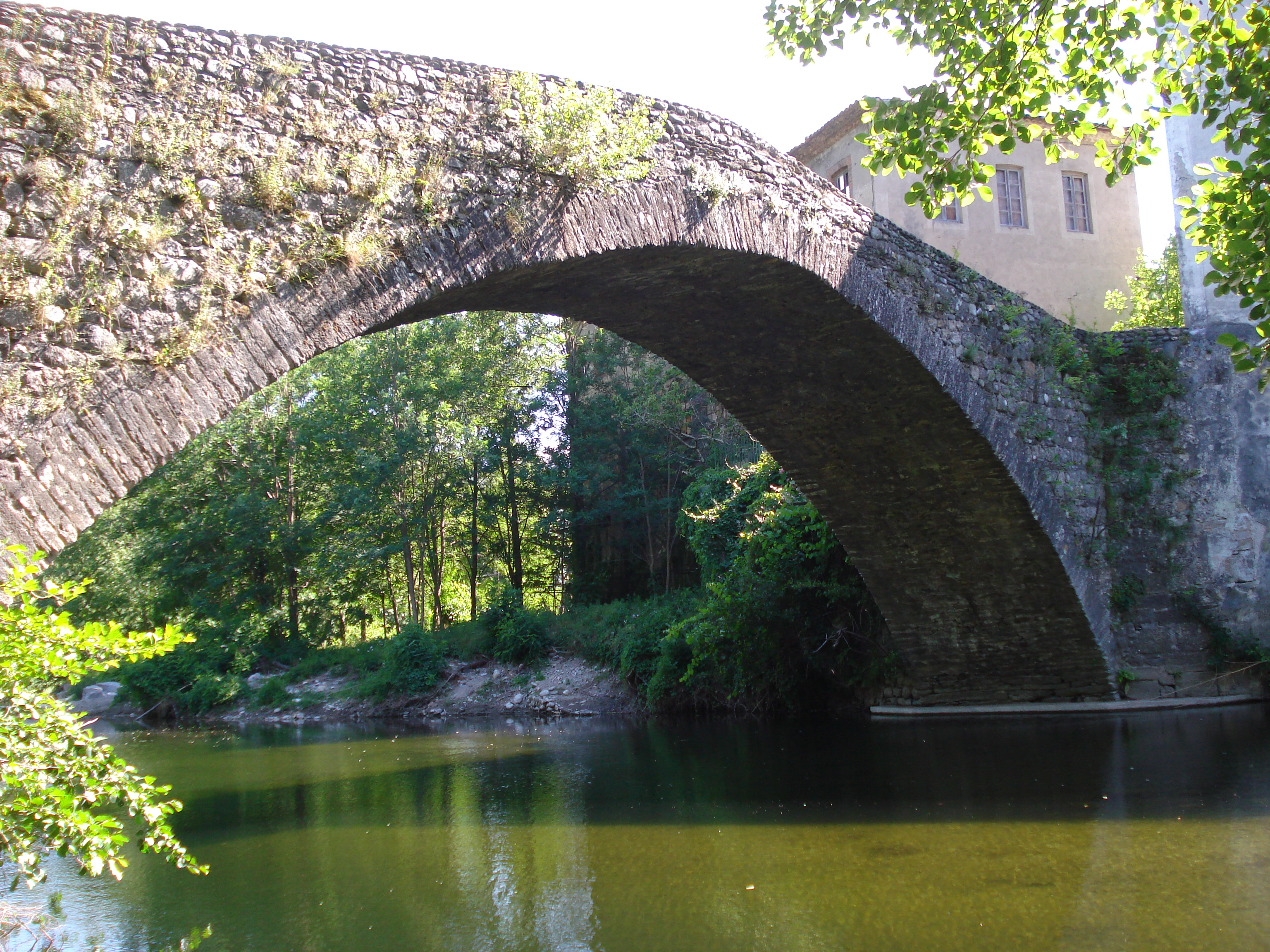
Pont de Rastel.

### Édifices religieux

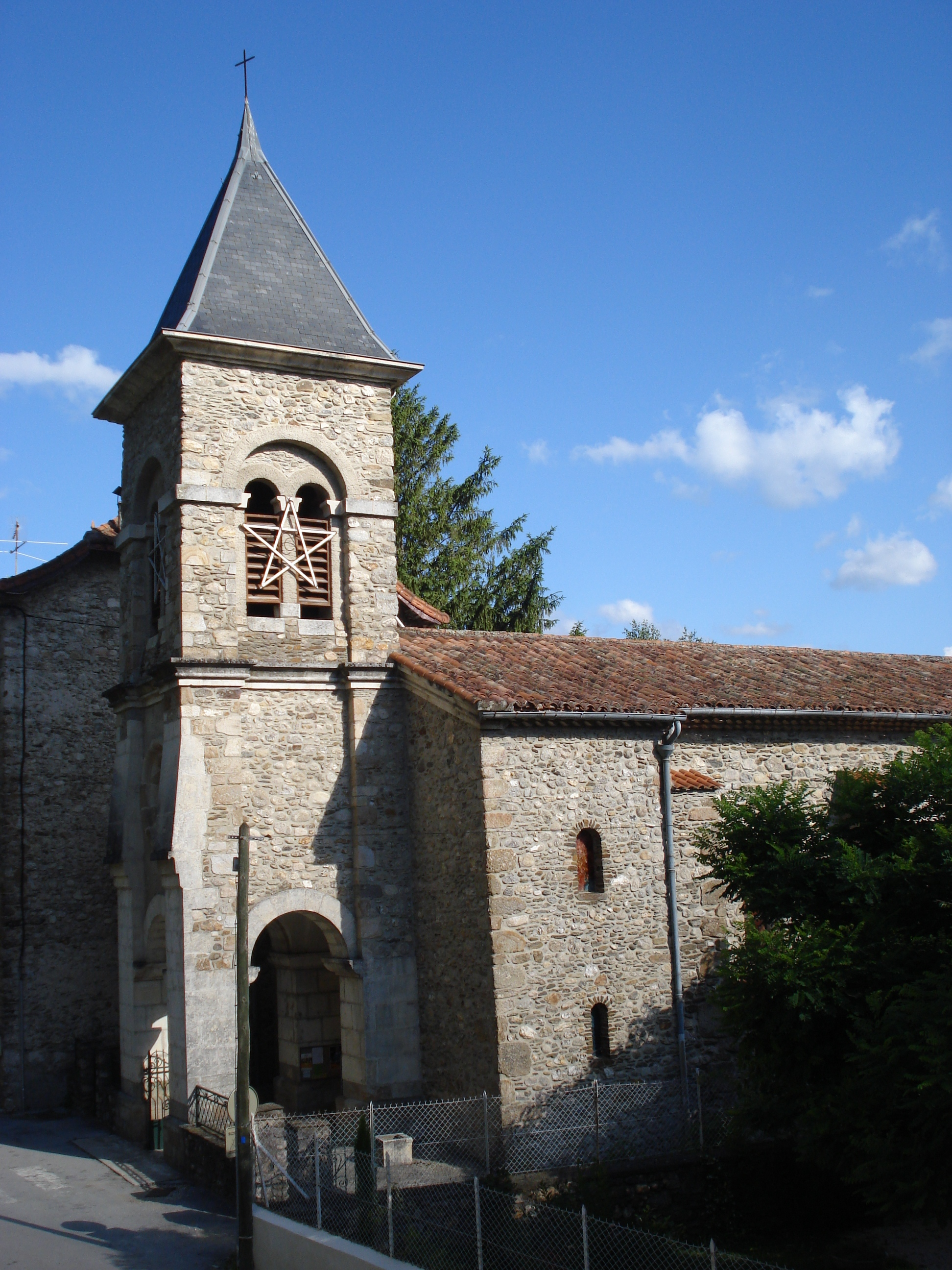
L'église

- Église Notre-Dame-de-la-Nativité de Chamborigaud.

### Patrimoine culturel
- Bibliothèque Claudine Chabrol gérée par l'association La Chamborigaudoise.
- Le musée de la Maison du Mineur[48].
- Foyer rural Jean-Paul Dumas.

### Patrimoine environnemental

#### Espaces protégés et gérés
La limite ouest de Chamborigaud jouxte la zone cœur du Parc national des Cévennes, sans pour autant y être intégrée.
La commune fait partie de ces deux grands espaces protégés :
- Parc national des Cévennes, aire d'adhésion[50].
- Réserve de biosphère des Cévennes, zone de transition[51].

#### ZNIEFF

##### Vallée du Luech à Chambon
La ZNIEFF continentale de type 1 Vallée du Luech à Chambon concerne 884 ha sur Chambon, Chamborigaud et Peyremale. L'habitat très diversifié y est fait de zones humides, cultures, forêts et zones rocheuses. L'habitat déterminant de la ZNIEFF désigne des terrains en friche et terrains vagues. Le faucon pèlerin, qui craint le dérangement dans ses zones de nidification, est particulièrement visé par la protection. Là de même on retrouve la Fougère mâle d'Ardèche ou Dryopteris ardechensis.

##### Montagne du Bougès
La ZNIEFF continentale de type 2 de la Montagne du Bougès concerne 13 109 ha sur 16 communes.

#### Hautes vallées de la Cèze et du Luech
Chamborigaud est inclus dans les 13 080 ha de la Zone spéciale de conservation Natura 2000 dite Hautes vallées de la Cèze et du Luech au titre de la Directive Habitats, au sein de la Réserve de biosphère des Cévennes. Les types de couverts inclus dans cette zone sont composés de 40 % de forêts de résineux, 20 % de forêts sempervirentes non résineuses, 20 % de landes, broussailles, recrus, maquis, garrigues et phrygana, 10 % de forêts caducifoliées, 5 % de rochers intérieurs et éboulis rocheux, 2 % de prairies semi-naturelles humides ou mésophiles améliorées et 2 % de pelouses sèches. Une partie de ces habitats, notamment les prairies de fauche et les châtaigneraies, sont dépendantes de la maintenance des activités humaines traditionnelles ; celles-ci cessant peu à peu, ces milieux sont sujets à la fermeture du milieu pour les prairies de fauche, et au développement des maladies et la destructuration pour les châtaigneraies.
Cinq espèces sédentaires résidentes sont inscrites à l’annexe II de la directive Habitats : le castor commun (Castor fiber), la loutre (Lutra lutra), le blageon (Telestes souffia), l'écrevisse à pattes blanches (Austropotamobius pallipes) et le barbeau méridional (Barbus meridionalis). Le castor commun (Castor fiber) et la loutre (Lutra lutra) y présentent des populations non isolées mais en marge de leur aire de répartition ; pour la loutre, ce site est le seul présent en versant méditerranéen et donc d'une importance capitale pour la colonisation des rivières méditerranéennes.

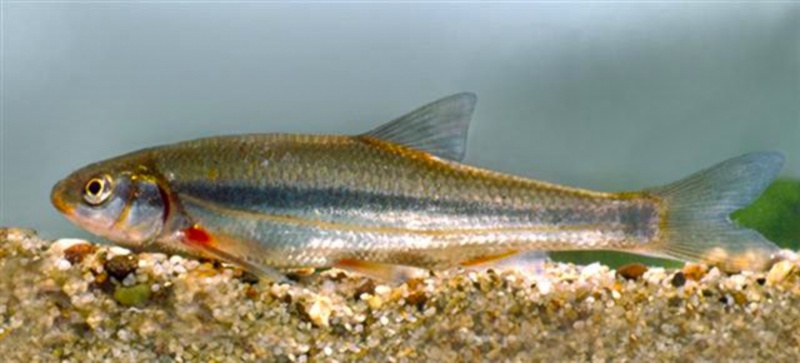
Blageon (Telestes souffia)
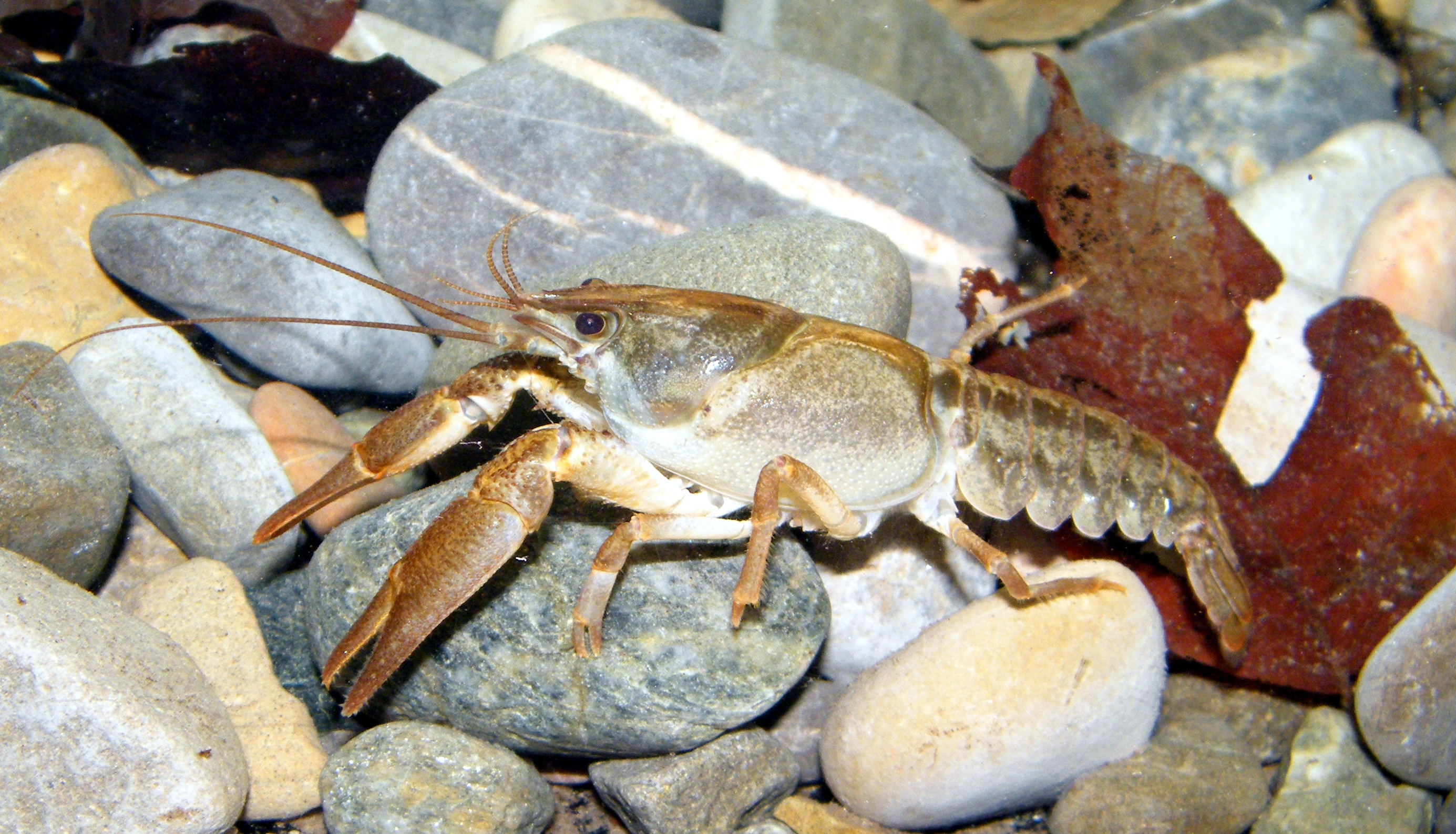
Écrevisse à pattes blanches (Austropotamobius pallipes)
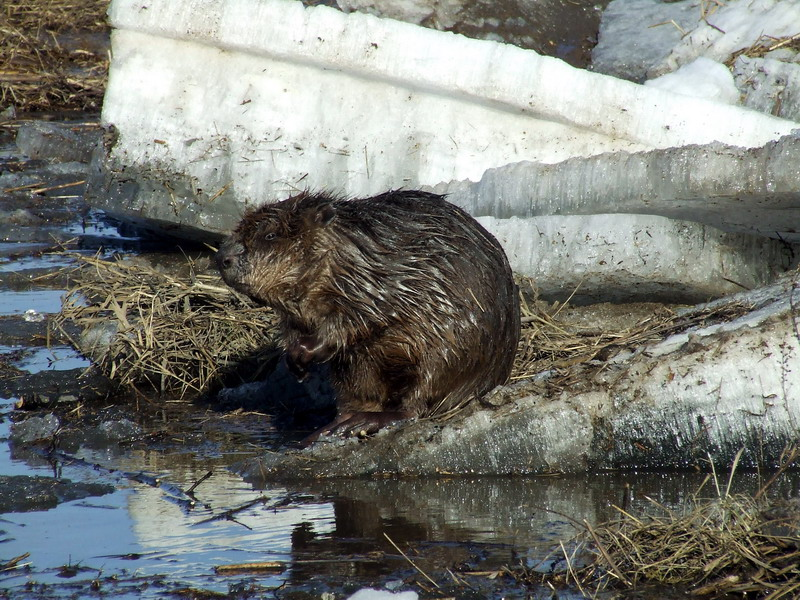
Castor commun (Castor fiber)
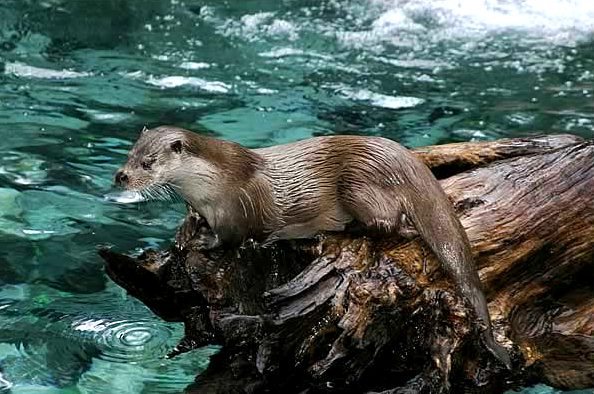
Loutre d'Europe (Lutra lutra)

#### Randonnées
La commune offre au pied du Mont Lozère 90 km de circuits de randonnées pédestres, équestres ou en VTT. La communauté de communes des Hautes Cévennes a élaboré une pochette répertoriant les sentiers locaux. Le GR 700 La Régordane, de Génolhac à Ners passe sur la commune. Passant par Pont-de-Rastel, Chamborigaud et le col de Portes, il fait découvrir localement le bassin minier des Cévennes puis la garrigue des alentours d'Alès. Le chemin de la Régordane est un chemin antique déjà utilisé par les celtes allant du pays nîmois à l'Auvergne ; plus tard il devint un chemin de pèlerinage menant à Aigues-Mortes, principal port vers la Terre Sainte.

#### Baignades
Plusieurs coins de baignade aménagés se trouvent sur la Cèze. La base nautique du lac de Camboux est à seulement 10 km et offre également des baignades et des sports aquatiques.

### Personnalités liées à la commune
- Jean-Pierre Chabrol né à Chamborigaud le 11 juin 1925, décédé à Génolhac le 01 décembre 2001, écrivain et conteur, a écrit de nombreux romans sur son pays, les Cévennes.
- Alexis Galtier (1825-1902), maréchal-ferrant chamborigaudois, grand-père de l’écrivain et poète occitan Charles Galtier (1913–2004).
- Émile Jourdan, homme politique (PCF), né à Chamborigaud le 29 octobre 1914, décédé à Nîmes le 30 août 1999. Maire de Nîmes de 1965 à 1983, député du Gard de 1973 à 1986.
- Les frères Jacquard, groupe de chanteurs fantaisistes et musiciens, finalistes en 2018 de La France a un incroyable talent.

## Héraldique
| Blason de Chamborigaud | Les armes de Chamborigaud se blasonnent ainsi : D'or, à la croix losangée d'or et de gueules. |